# توماس ۱۴۹۸۹
سیارک ۱۴۹۸۹ (به انگلیسی: 14989 Tutte، نامگذاری:1997UB7) چهارده هزار و نهصد و هشتاد و نهمین سیارک کشف شده‌است که در ۲۵ اکتبر ۱۹۹۷ کشف شد.
قدر مطلق سیارک برابر ۴۲.۶ است.